# Dangerous Liaisons (film, 2012)
Pour les articles homonymes, voir Dangerous Liaisons.
Pour plus de détails, voir Fiche technique et Distribution.
Dangerous Liaisons (危險關係, Wi-heom-han gyan-gye) est un film sino-coréen réalisé par Hur Jin-ho, sorti en 2012.
Il s'agit d'une adaptation moderne du roman Les Liaisons dangereuses de Pierre Choderlos de Laclos, se déroulant ici dans les années 1930 à Shanghai. Le film a été présenté au cours de la Quinzaine des réalisateurs du Festival de Cannes 2012, ainsi qu'aux festivals internationaux de films de Toronto  et de Busan.

## Synopsis
Shanghai, septembre 1931. Une femme demande à son ancien amant de séduire puis d'abandonner une jeune femme naïve.

## Fiche technique
- Titre original : 危險關係, Wi-heom-han gyan-gye
- Titre international : Dangerous Liaisons
- Réalisation : Hur Jin-ho
- Scénario : Yan Geling, d'après le roman Les Liaisons dangereuses de Pierre Choderlos de Laclos
- Photographie : Kim Byung-seo
- Montage : Nam Na-yeong
- Décors : Walter Wong
- Costumes : Miggy Cheng
- Son : Yanwei Wang
- Musique : Sung-woo Jo
- Production : Chen Weiming
- Sociétés de production : Easternlight Films et Zonbo Media
- Pays d’origine : Chine, Corée du Sud
- Langue originale : mandarin
- Format : couleur — 35 mm — 2,35:1 —  son Dolby numérique
- Genre : drame
- Durée : 110 minutes
- Dates de sortie :
  -  France : 24 mai 2012 (Festival de Cannes 2012)
  -  Chine : 27 septembre 2012

## Distribution
- Zhang Ziyi : Du Fenyu
- Jang Dong-gun : Xie Yifan
- Cecilia Cheung : Mo Jieyu
- Shawn Dou : Dai Wenzhou
- Lisa Lu : Madam Du Ruixue
- Rong Rong : Mrs. Zhu
- Candy Wang : Beibei, Mrs. Zhu's daughter
- Ye Xiangming : Wu Shaopu, the demonstrator
- Xiao Shuli : Gui Zhen

## Distinctions

### Nominations
- Festival de Cannes 2012 : sélection « Quinzaine des réalisateurs »
- Festival international du film de Toronto 2012 : sélection « Gala Presentations »
- Festival international du film de Busan 2012 : sélection officielle